# 500px
500px.com – фотохостинг та соціальна мережа для фотографічної спільноти творчих людей з усього світу.

## Про ресурс
Перша версія ресурсу 500px.com з'явилася на початку 2003 року. Тоді через невисоку пропускну спроможність Інтернет-каналу дозволу в 500 пікселів було достатньо для розміщення фотографії на сайті та відображення її на ЕПТ-моніторах. Зі спрощенням доступу до високошвидкісного Інтернету на ресурсі відбулася низка змін. Версія 2.0 вийшла у 2009 році   .
Творці сайту – жителі Торонто Олег Гуцол та Євген Чеботарьов – відкрили сайт 500px 31 жовтня 2009 року. Ресурс набрав 1000 користувачів у 2009 році, а станом на червень 2011 року його база користувачів збільшилась до 85 000   .
У червні 2011 року ресурс оголосив про залучення зовнішніх інвестицій у його розвиток у розмірі 525 000 доларів США від венчурного капіталу Deep Creek Capital та ff Venture Capital.
До жовтня 2011 року кількість користувачів ресурсу зросла до трьох мільйонів  . Новим членам сайту надається портфоліо, що настроюється, однак, безкоштовні користувачі обмежені завантаженням семи зображень на тиждень  .  Купуючи преміум-членство, це обмеження знімається, а також пропонуються додаткові можливості.
Web-версія ресурсу станом на грудень 2011 року підтримує інтерфейс такими мовами: англійська, німецька, російська, іспанська, португальська.
Ресурс має застосунок для Android, iPad та iPhone з інтерфейсом на 8 мовах, у тому числі і на українській .
Ресурс має плагін для програми Adobe Photoshop Lightroom® . 

## Дивіться також
- Фотохостинг